# ایسا باترفیلد
ایسا باپ فار باترفیلد (انگلیسی: Asa Bopp Farr Butterfield؛ زادهٔ ۱ آوریل ۱۹۹۷) بازیگر انگلیسی است. او در طول حرفهٔ خود نامزد دریافت دو جایزهٔ فیلم به انتخاب منتقدان، دو جایزهٔ ساترن و سه جایزهٔ هنرمند جوان شده‌است.
باترفیلد حرفهٔ خود را در دوران کودکی آغاز کرد و سپس برای ایفای نقش اصلی در فیلم درام تاریخی پسری در پیژامه راه‌راه (۲۰۰۸) شناخته شد. او در طول دههٔ ۲۰۱۰ در درام هوگو (۲۰۱۱)، فیلم علمی تخیلی بازی اندر (۲۰۱۳)، درام X+Y (۲۰۱۴) و فیلم فانتزی خانه دوشیزه پرگرین برای بچه‌های عجیب' وسپس تو آمدی(۲۰۱۸)' ایفای نقش کرد. باترفیلد در سال ۲۰۱۹ به عنوان نقش اصلی به مجموعه تلویزیونی کمدی-درام آموزش جنسی از شبکهٔ نتفلیکس پیوست.

## زندگی و کار
باترفیلد در محله اسلینگتون لندن زاده شد. او یک برادر بزرگتر به نام مورگان و دو خواهر کوچکتر دارد. او از مدرسه، دوستان، پیانو، اسکواش و دو گربه‌اش لذت می‌برد.
او حرفه بازیگری را در سن ۶ سالگی آغاز کرد. در سال ۲۰۰۸ نقش مهمان "دونی" را در برنامه ashes to ashes بر عهده داشت. در همان سال در فیلم پسری در پیژامه راه راه ساخته مارک هرمن در نقش اول ظاهر شد. ایسا باترفیلد همچنین در سال ۲۰۰۸ در قسمت آغاز پایان مجموعه مرلین ایفای نقش کرد که در آن نقش پسر کاهنی را بر عهده می‌گیرد که به مرگ محکوم شده‌است.
او در سال ۲۰۱۰ در فیلم مرد گرگ‌نما و در کنار آنتونی هاپکینز ظاهر شد. این فیلم با نمایشش نقدهای مثبت زیادی دریافت کرد. پس از آن‌ها نقش اصلی فیلم ۳بعدی مارتین اسکورسیزی به نام هوگو بازی کرد که فیلمبرداری آن از ژوئن ۲۰۱۰ تا ژوئیه ۲۰۱۱ به طول انجامید. این فیلم در ۲۳ نوامبر ۲۰۱۱ اکران شد. باترفیلد نقش نوجوانی به نام هیوگو کابرای را بازی می‌کند که در ایستگاه قطاری در پاریس زندگی می‌کند. این فیلم موفقیت‌های زیادی را در پی داشته از جمله در سال ۲۰۱۲ بدست آوردن ۵ اسکار از ۱۱ اسکاری که نامزد دریافتشان شده بود. باترفیلد در سال ۲۰۱۹ به عنوان نقش اصلی به مجموعه تلویزیونی کمدی-درام آموزش جنسی از شبکهٔ نتفلیکس پیوست. این مجموعه در ۱۱ ژانویه ۲۰۱۹ پخش شد و با تحسین منتقدان همراه بود.

## فیلم‌شناسی

### فیلم
| سال  | عنوان                               |
| ---- | ----------------------------------- |
| ۲۰۰۷ | پسر رمبو                            |
| ۲۰۰۸ | پسری در پیژامه راه‌راه               |
| ۲۰۱۰ | ننی مک‌فی و بیگ بنگ                  |
| ۲۰۱۰ | مرد گرگ‌نما                          |
| ۲۰۱۱ | هوگو                                |
| ۲۰۱۳ | بازی اندر                           |
| ۲۰۱۴ | X+Y                                 |
| ۲۰۱۵ | ده‌هزار قدیس                         |
| ۲۰۱۶ | خانه دوشیزه پرگرین برای بچه‌های عجیب |
| ۲۰۱۷ | The House of Tomorrow               |
| ۲۰۱۷ | پایان سفر                           |
| ۲۰۱۷ | فضای میان ما                        |
| ۲۰۱۸ | Then Came You                       |
| ۲۰۱۸ | Time Freak                          |
| ۲۰۱۸ | Slaughterhouse Rulez                |
| ۲۰۱۹ | Greed                               |
| ۲۰۲۲ | Flux Gourmet                        |
| TBA  | CURS>R                              |

### تلویزیون
| سال        | عنوان               |
| ---------- | ------------------- |
| ۲۰۰۶       | After Thomas        |
| ۲۰۰۸       | Ashes to Ashes      |
| ۲۰۰۸–۰۹    | مرلین               |
| ۲۰۱۷       | Thunderbirds Are Go |
| ۲۰۱۹–اکنون | آموزش جنسی          |
| ۲۰۲۰       | 50 States of Fright |